# Сан-Педро-де-ла-Пас
Сан-Пе́дро-де-ла-Пас (ісп. San Pedro de la Paz) — місто в Чилі. Адміністративний центр однойменної комуни. Населення — 80 477 людей (2002). Місто і комуна входить до складу провінції Консепсьйон і області Біо-Біо. Місто є складовою частиною міської агломерації Великий Консепсьйон.

## Розташування
Місто розташоване за 6 км на південний захід від адміністративного центру області — міста Консепсьйон.
Комуна межує:
- на півночі — з комуною Уальпен;
- на північному сході — з комуною Консепсьйон;
- на сході — з комуною Чигуайанте;
- на півдні — з комуною Коронель.

На заході комуни розташований Тихий океан.